# Шандровський Володимир Данилович
Володимир Данилович Шандро́вський (нар. 15 (28) жовтня 1901, Тульчин — пом. 16 серпня 1985, Одеса) — український диригент і педагог (професор Одеської консерваторії), учень Миколи Леонтовича, брат Гліба Шандровського.

## Життєпис
Народився 28 жовтня 1901 року в Тульчині.
Разом зі старшим братом Глібом співав у хорі Миколи Леонтовича.. Був учнем М. Д. Леонтовича.
Від 1921 року — очільник Комісії з вшанування пам'яті композитора Леонтовича в Тульчині. Першочерговим завданням Комітету Володимир Данилович вважав відновлення діяльності хору, який заснував видатний композитор. Разом з іншими членами Комітету він зумів швидко відновити діяльність капели, яка вже у лютому 1921 року виступила на концерті пам'яті композитора з прем'єрою пісні «Смерть».
19 вересня 1921 року Тульчинську філію Комітету було урочисто відкрито.
1925 року закінчив Державний музично-драматичний інститут імені М. В. Лисенка (м. Київ).
Працював диригентом оперних театрів в Одесі, Харкові й Львові.
Від 1947 року — викладач Одеської консерваторії (від 1963 року — професор).
Помер 16 серпня 1985 року в Одесі.

## Опери
- «Богдан Хмельницький» К. Данькевича
- «Сім'я Тараса» Д. Кабалевського
- «В бурю» Т. Хреннікова